# U Houkvice
U Houkvice je přírodní rezervace poblíž města Týniště nad Orlicí v okrese Rychnov nad Kněžnou v Královéhradeckém kraji. Oblast spravuje Krajský úřad Královéhradeckého kraje.

## Předmět ochrany
Důvodem ochrany je zachování významného ekosystému se vzácnou bažinnou vegetací podorlických štěrkopískových teras, ochrana význačné vodní vegetace soustavy oligomezotrofních rybníků a ochrana starých dubů s regionálně největším množstvím reliktních a bioindikačně významných arborikolních druhů hmyzu.

## Historie
Staré stromy (především duby a buky) v této oblasti a okolí chránil již za první republiky Leopold hrabě Sternberg, velkostatkář v Častolovicích. V katastru Petrovice evidoval celkem 64 stromů, konkrétně:
| druh           | počet | obvod            | věk               |
| -------------- | ----- | ---------------- | ----------------- |
| borovice lesní | 3     | 180–270 cm       | 160–180 let       |
| buk lesní      | 20    | 240–360 cm       | 180–300 let       |
| dub letní      | 35    | 230–530 (780) cm | 180–350 (500) let |
| lípa malolistá | 1     | 100 cm           | 80 let            |
| smrk ztepilý   | 5     | 180–280 cm       | 160–200 let       |

Z toho v částech polesí Obora zvaných U Malé Houkvice, U Prostřední Houkvice, Za prostřední Houkvicí, Za Velkou Houkvicí, Pod Velkou Houkvicí a U Velké Houkvice, na jejichž území se rozkládá současná rezervace, bylo chráněno 22 dubů letních (obvody 310–530 cm, jeden exemplář 780 cm a věk 300–350 let, jeden exmplář 500 let), čtyři smrky ztepilé (obvody 180–280 cm, věk 160–200 let), jedna borovice lesní (obvod 180 cm, věk 160 let) a šest buků lesních (obvod 240–330 cm, věk 300 let). Nejmohutnějším a nejstarším stromem již tehdy byl dub letní zvaný Dub za Velkou Houkvicí.

## Galerie

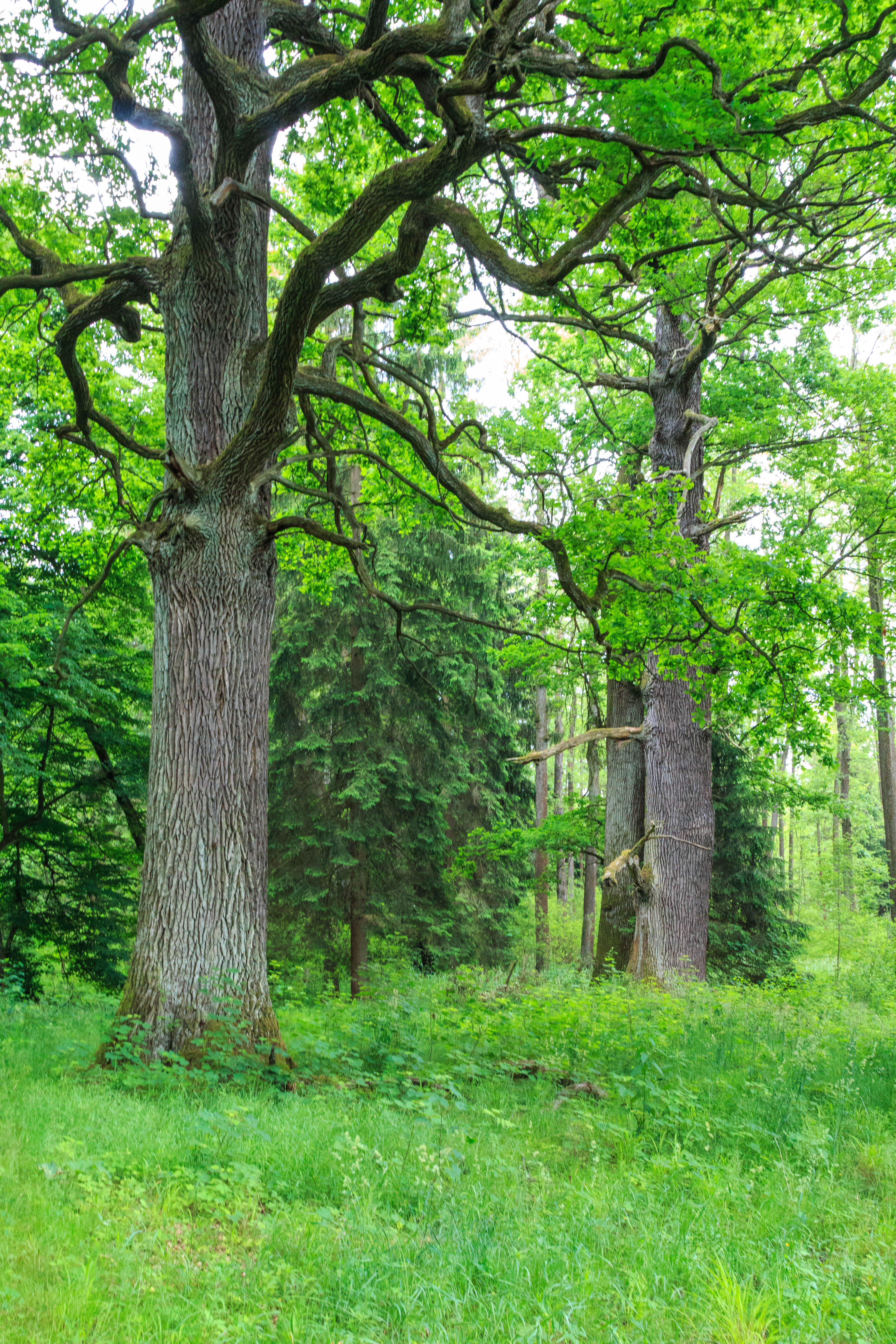
U Houkvice
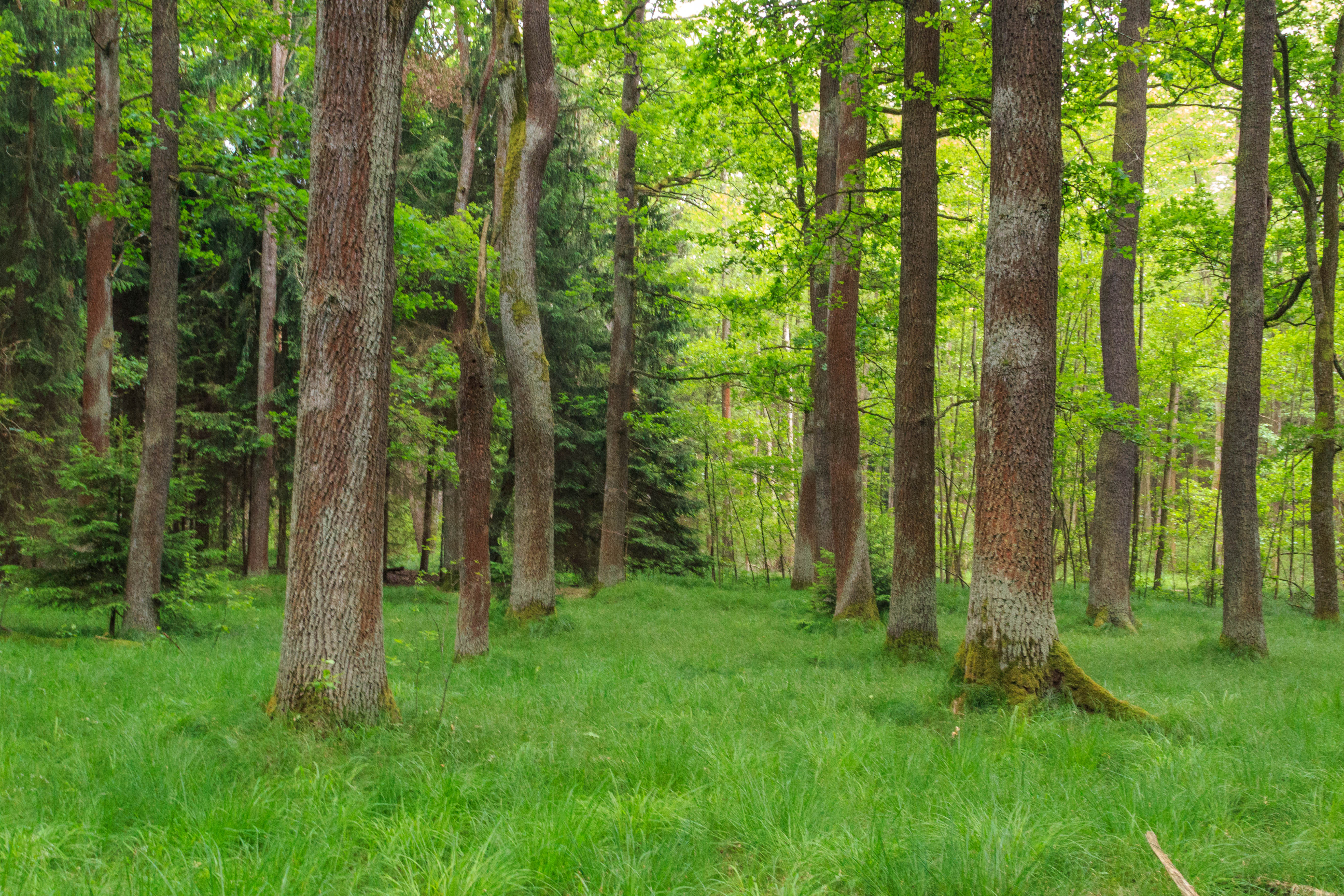
U Houkvice
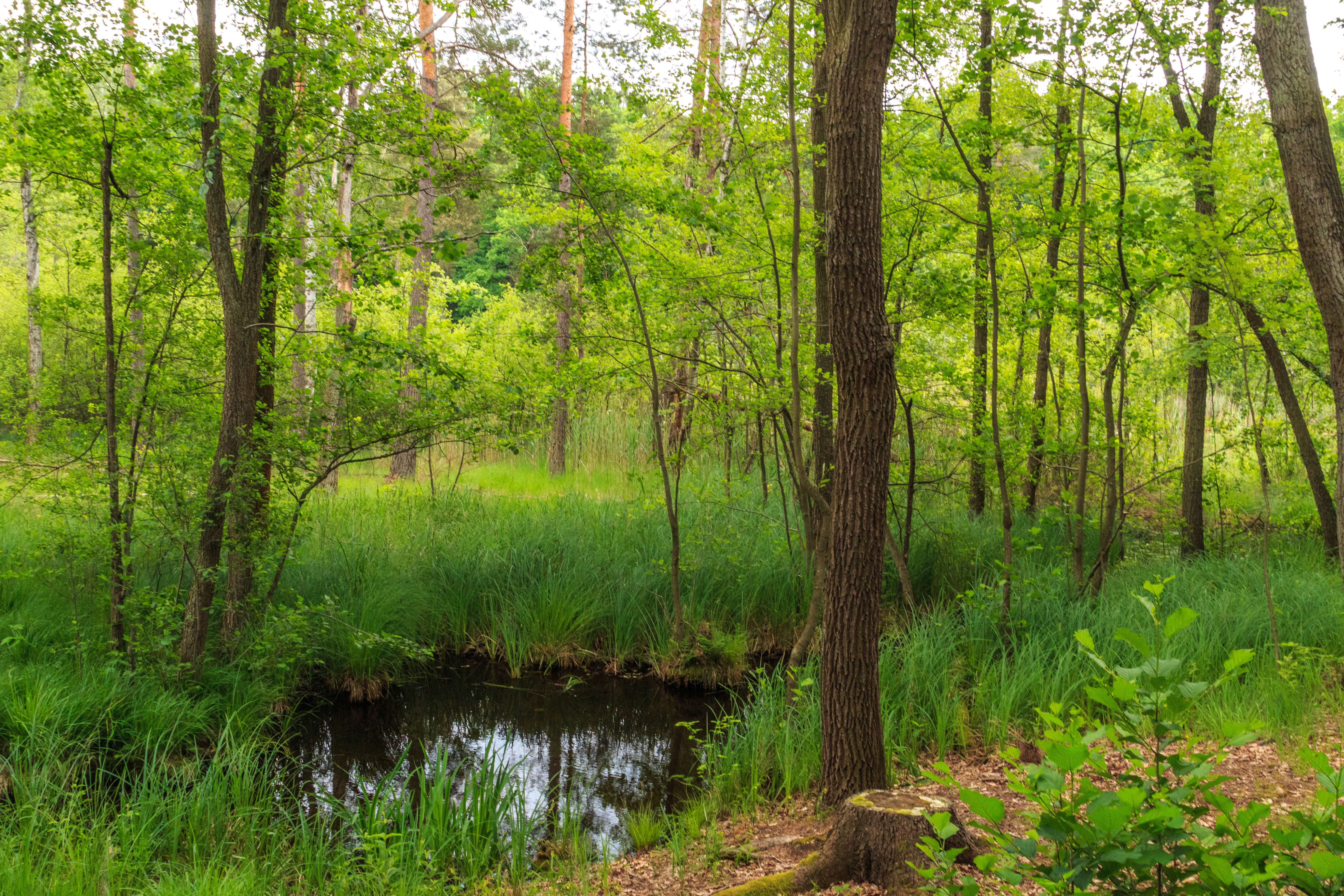
U Houkvice
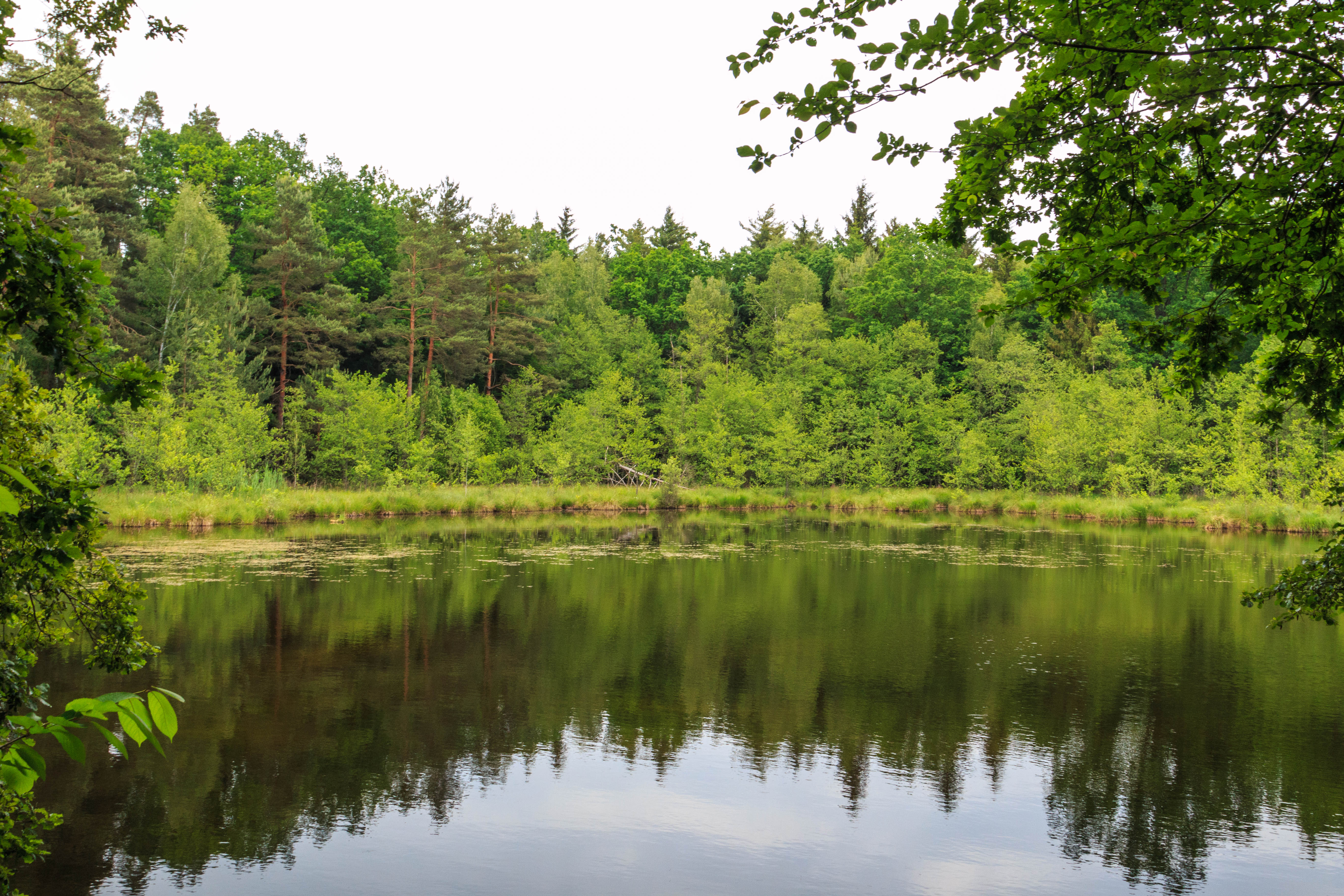
U Houkvice